# Đá Sác Lốt
Đá Sác Lốt là một rạn san hô thuộc cụm An Bang (cụm Thám Hiểm) của quần đảo Trường Sa. Đá này nằm cách đá Hoa Lau 29 hải lý (53,7 km) về phía nam-tây nam.
Đá Sác Lốt là đối tượng tranh chấp giữa Việt Nam, Đài Loan, Malaysia và Trung Quốc. Philippines chính thức không tuyên bố chủ quyền đối với đá này (xem thêm Nhóm đảo Kalayaan). Malaysia đã dựng một ngọn đèn hiệu tại nơi cao nhất của đá Sác Lốt.
- Tên gọi: đá Sác Lốt; tiếng Anh: Royal Charlotte Reef; tiếng Mã Lai: Terumbu Samarang Barat Besar; tiếng Trung: 皇路礁; bính âm: Huánglù jiāo; Hán-Việt: Hoàng Lộ tiêu.
- Đặc điểm: có chiều dài hơn 1 hải lý (khoảng 2 km). Có vài tảng đá cao từ 0,6 đến 1,2 m nằm ở gần mặt đông nam và một số hòn đá bị ngập sóng nằm ở mặt đông bắc.[2]